# 单向运输载体

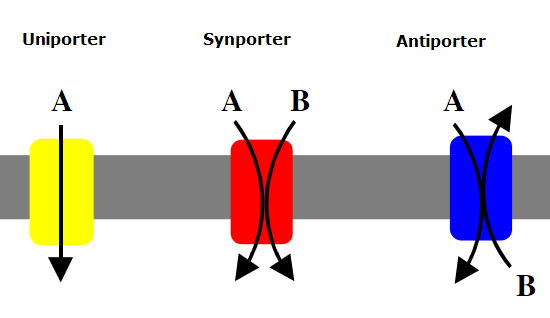
载体蛋白的比較

单向运输载体（uniporter）是在細胞膜上只單向運輸一種受質的载体蛋白，屬於整合膜蛋白(integral membrane protein)。其運輸物質可能帶有電荷或是不帶電。可能是透過促進擴散，配合扩散梯度來運輸，或是透過主動運輸來進行。单向运输载体可能是离子通道，也可能是载体蛋白。
单向运输载体的作用方式是一次結合一個受質的分子。单向运输通道會因為刺激而開啟，並允許特定分子的單向運輸。
有幾種開啟单向运输通道的方式：
1. 電壓 – 透過調整細胞膜兩端的電壓差而調節
2. 應力 – 依照運輸蛋白上的實際压强而調節（例如耳中的耳蜗）
3. 配體 – 透過在细胞內部或是外部結合配體來調節

在許多生物学過程中都有单向运输通道，例如神經元中的动作电位、在神經元的动作电位傳輸時，會用到電壓調節的鈉離子通道。在信號由一個神經元傳到另一個一個神經元時，會透過電壓調節的钙通道將钙離子輸送到突觸前神經元。在神經元內的電壓門控鉀離子通道也是单向运输载體，是动作电位的基礎。此通道是由鈉鉀泵產生的電壓梯度所激活。當上的電壓到特定值時，通道會開啟，會使細胞膜去極化，讓動作電位送到細胞膜上。
耳中的声音會開啟耳中應力調節的运输通道，傳送动作电位到前庭耳蝸神經（VIII）。